# Lincoln Red Imps FC
Der Lincoln Red Imps FC ist ein Amateurfußballverein aus Gibraltar. Er spielt in der Gibraltar Eurobet Division, der höchsten Spielklasse Gibraltars. Mit 26 gewonnenen Meisterschaften sind die Lincoln Red Imps Rekordmeister Gibraltars und der dominierende Verein der Liga. In den Spielzeiten von 2002/03 bis 2015/16 gewann der Verein 14-mal in Folge die Meisterschaft. Der namensverwandte englische Fußballverein Lincoln City hat ein fast gleiches Logo The Imps, benannt nach dem Lincoln Imp (dt. Kobold von Lincoln), einem Neidkopf an der Kathedrale von Lincoln.

## Geschichte
Der Verein wurde 1976 von Charles Polson gegründet. Reg Brealey, ein ehemaliger Vorsitzende von Sheffield United und in Lincoln lebend, lernte die gibraltarische Vereinsseite während eines Urlaubs in den 1970er Jahren kennen. Er beschloss, die Mannschaft zu sponsern und bezahlte für neue Ausrüstung. Das Team wurde im Rahmen des Deals nach Lincoln City in Lincoln Red Imps umbenannt.
Das erste Team für die 4. Division bildeten Juniorenspielern von Glacis United FC (dem damaligen Seriensieger Gibraltars), des Polizei-Jugendteams Blue Batons und dem St. Jago’s FC. Sie bildeten auch den Großteil der erfolgreichen U-15-Mannschaft. Als die Spieler alt genug für den geregelten Spielbetrieb waren, meldete sich der Lincoln FC 1980/81 für die zweite gibraltarische Spielklasse an. In der Saison 1983/84 stieg man in die 1. Liga auf. Von 2003 bis 2016 gewann Lincoln 14-mal hintereinander die Meisterschaft. Auch konnte man von 2004 bis 2011 achtmal in Folge den nationalen Pokalwettbewerb gewinnen.
Nach dem UEFA-Beitritt Gibraltars 2013 qualifizierte sich die Mannschaft durch den Gewinn der Meisterschaft 2014 für die 1. Qualifikationsrunde der UEFA Champions League. Dort traf man auf HB Tórshavn von den Färöern. Im Hinspiel trennten sich beide Teams 1:1. Das Rückspiel in Tórshavn verlor Lincoln mit 2:5. Lincoln FC ist damit die erste Mannschaft aus Gibraltar, die in der Champions League gespielt hat.
Auch in der Saison 2015/16 erreichte Lincoln die 1. Qualifikationsrunde der Champions League. Dort gewann man gegen den andorranischen Meister FC Santa Coloma mit 2:1 und somit als erste gibraltarische Mannschaft ein Pflichtspiel. In der 2. Qualifikationsrunde verlor man gegen den dänischen Meister FC Midtjylland mit 0:3.
In der zweiten Qualifikationsrunde der UEFA Champions League 2016/17 gewann der Verein überraschend im Hinspiel gegen den 47-fachen schottischen Meister Celtic Glasgow mit 1:0. Im Rückspiel unterlagen die Lincoln Red Imps mit 0:3.
Den größten Erfolg erreichte Lincoln mit der Qualifikation zur UEFA Europa Conference League 2021/22, als in den Play-offs der lettische Meister Riga FC nach einem 1:1 im Hinspiel, im Rückspiel mit 3:1 nach Verlängerung geschlagen wurde. Damit qualifizierte zum ersten Mal ein Verein aus Gibraltar für die Gruppenphase eines europäischen Wettbewerbs.

## Namensänderungen
- 1976 – Lincoln FC
- 2000 – Lincoln ABG FC
- 2002 – Newcastle United FC
- 2007 – Lincoln FC
- 2011 – Lincoln OSG FC
- 2012 – Lincoln Red Imps FC

## Erfolge
- Meisterschaften (28): 1986, 1990, 1991, 1992, 1993, 1994, 2001, 2003, 2004, 2005, 2006, 2007, 2008, 2009, 2010, 2011, 2012, 2013, 2014, 2015, 2016, 2018, 2019, 2021, 2022, 2023, 2024, 2025
- Pokalerfolge (19): 1986, 1990, 1993, 1994, 2002, 2004, 2005, 2006, 2007, 2008, 2009, 2010, 2011, 2014, 2015, 2016, 2021, 2022, 2024
- Supercup-Siege (13): 2001, 2002, 2004, 2007, 2008, 2009, 2010, 2011, 2014, 2015, 2017, 2022, 2025

## Statistik
| Saison  | Division | Liga             | Platz       | Quelle |
| ------- | -------- | ---------------- | ----------- | ------ |
| 2010/11 | 1.       | Premier Division | 1.          | [ 6 ]  |
| 2011/12 | 1.       | Premier Division | 1.          | [ 7 ]  |
| 2012/13 | 1.       | Premier Division | 1.          | [ 8 ]  |
| 2013/14 | 1.       | Premier Division | 1.          | [ 9 ]  |
| 2014/15 | 1.       | Premier Division | 1.          | [ 10 ] |
| 2015/16 | 1.       | Premier Division | 1.          | [ 11 ] |
| 2016/17 | 1.       | Premier Division | 2.          | [ 12 ] |
| 2017/18 | 1.       | Premier Division | 1.          | [ 13 ] |
| 2018/19 | 1.       | Premier Division | 1.          | [ 14 ] |
| 2019/20 | 1.       | National League  | abgebrochen | [ 15 ] |
| 2020/21 | 1.       | National League  | 1.          | [ 16 ] |
| 2021/22 | 1.       | National League  | 1.          | [ 17 ] |
| 2022/23 | 1.       | National League  | 1.          | [ 18 ] |
| 2023/24 | 1.       | National League  | 1.          | [ 19 ] |
| 2024/25 | 1.       | National League  | 1.          | [ 20 ] |